# Claude-Michel Schönberg
Claude-Michel Schönberg (Vannes, Bretaña; 6 de julio de 1944) es un productor, actor, cantante, compositor de música popular y compositor de música para teatro francés, más conocido por sus colaboraciones con el libretista Alain Boublil.

## Trayectoria
Schönberg comenzó su carrera como un productor de discos y cantante. En los comienzos de la década de 1970 se volvió famoso.
La mayoría de la música que ha escrito ha sido para musicales franceses y opera rock, «La Révolution Francaise», «France's First Rock Opera» (1973), también tomó el papel del rey Luis XVI en la producción ese año.
En 1974 escribió la música y líricas de la canción «Le Premier Pas», la cual se volvió número uno en la música popular francesa ese año vendiendo cerca de 1 millón de copias. Le Premier Pas fue producida por Franck Pourcel. Luego Schönberg hizo el álbum donde él mismo canta sus canciones. Ese año también escribió una versión en francés de la canción de ABBA "Waterloo", que fue grabada por el grupo.
En 1979 se dedicó de lleno a su trabajo en musicales conjunto a Boublil, ambos concibieron la idea para una versión musical de «Los Miserables» de Victor Hugo, que se estrenó en el Palacio de los Deportes de París en 1980. El musical se estrenó en Londres (1985) y Broadway (1987); La producción de Broadway fue nominada a doce Premios Tony (de los cuales ganó ocho), incluyendo mejor musical y mejor libreto original.
En 1989, Schönberg y Boublil estremecieron Londres con el musical «Miss Saigon», protagonizado por Lea Salonga y Jonathan Price. Es su transición a Broadway, el show agotó entradas (vendidas antes de su estreno), ganando 24 millones de dólares ya antes de su estreno el 11 de abril de 1991. El show fue nominado a 10 Premios Tony, incluyendo las categorías mejor musical y mejor libreto original.
En 1997, Schönberg estrenó un nuevo musical, «Martin Guerre» en el Teatro Prince Edward en Londres, el musical ganó el Premio Laurence Olivier en 1997 y salió de gira por el Reino Unido y los Estados Unidos.
El último proyecto conjunto de Schönberg y Boublil fue «La Reina Pirata» («The Pirate Queen»), un musical acerca de las aventuras piratas y de pillaje de la irlandesa Grace O'Malley, en el siglo XVI. La Reina Pirata completó su tour pre-Broadway de 8 semanas en el Cadillac Palace Theatre, en Chicago, el 26 de noviembre de 2006.
«Les Misérables» celebraron su vigésimo aniversario en Londres el 8 de octubre de 2005. La producción en Broadway se terminó el 18 de mayo de 2003, convirtiendo a este musical en el tercero más representado detrás de «Cats» y «El fantasma de la Ópera».
Claude-Michel Schönberg estuvo casado con Beatrice Schönberg.

## Musicales
- La Révolution Francaise (1973)
- Los Miserables (1980)
- Miss Saigón (1989)
- Martin Guerre (1996)
- The Pirate Queen (2006)
- Marguerite (2008)
- Cléopatra (2011)
- Los Miserables (2012)

## Premios y distinciones
- 1987 Tony Award
- Premios Óscar

| Año  | Categoría                          | Canción    | Película       | Resultado |
| ---- | ---------------------------------- | ---------- | -------------- | --------- |
| 2013 | Mejor película en habla no inglesa | «Suddenly» | Les Misérables | Nominado  |